# Chaetodon marleyi
Chaetodon marleyi är en fiskart som beskrevs av Regan 1921. Chaetodon marleyi ingår i släktet Chaetodon och familjen Chaetodontidae. IUCN kategoriserar arten globalt som livskraftig. Inga underarter finns listade i Catalogue of Life.